# Virumaa Zachodnia
Virumaa Zachodnia (est. Lääne-Viru maakond) – jedna z 15 prowincji w Estonii, znajdująca się w północnej części kraju.

## Podział administracyjny
Prowincja jest podzielona na 8 gmin:
Gminy miejskie:
1. Rakvere

Gminy wiejskie:
1. Haljala
2. Kadrina
3. Rakvere
4. Tapa
5. Vinni
6. Viru-Nigula
7. Väike-Maarja

Wcześniej, przed reformą administracyjną z 2017 roku, była podzielona na 15 gmin:
- Miejskie: Kunda, Rakvere
- Wiejskie: Haljala, Kadrina, Laekvere, Rakke, Rakvere, Rägavere, Sõmeru, Tamsalu, Tapa, Vihula, Vinni, Viru-Nigula, Väike-Maarja

## Galeria

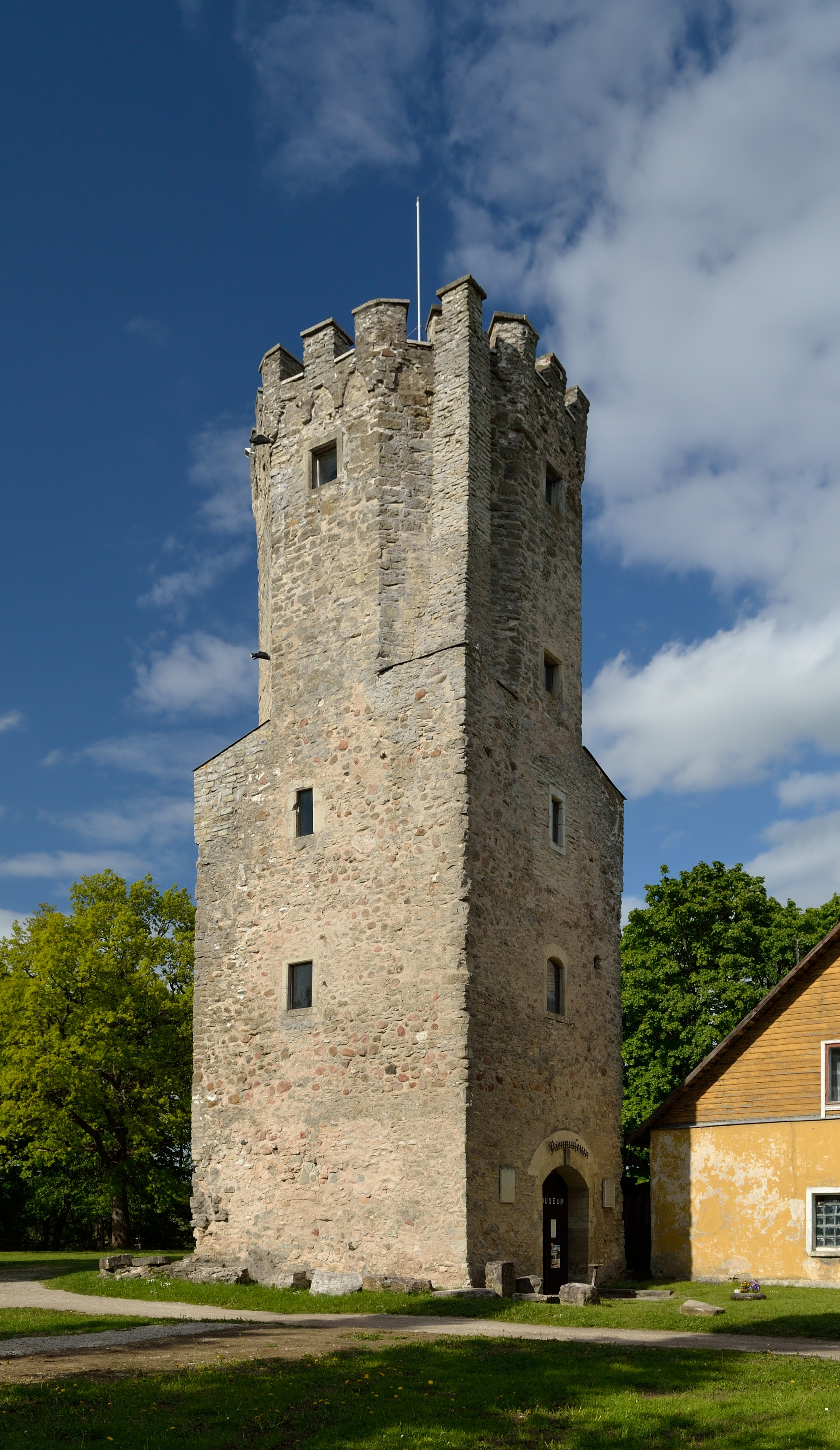
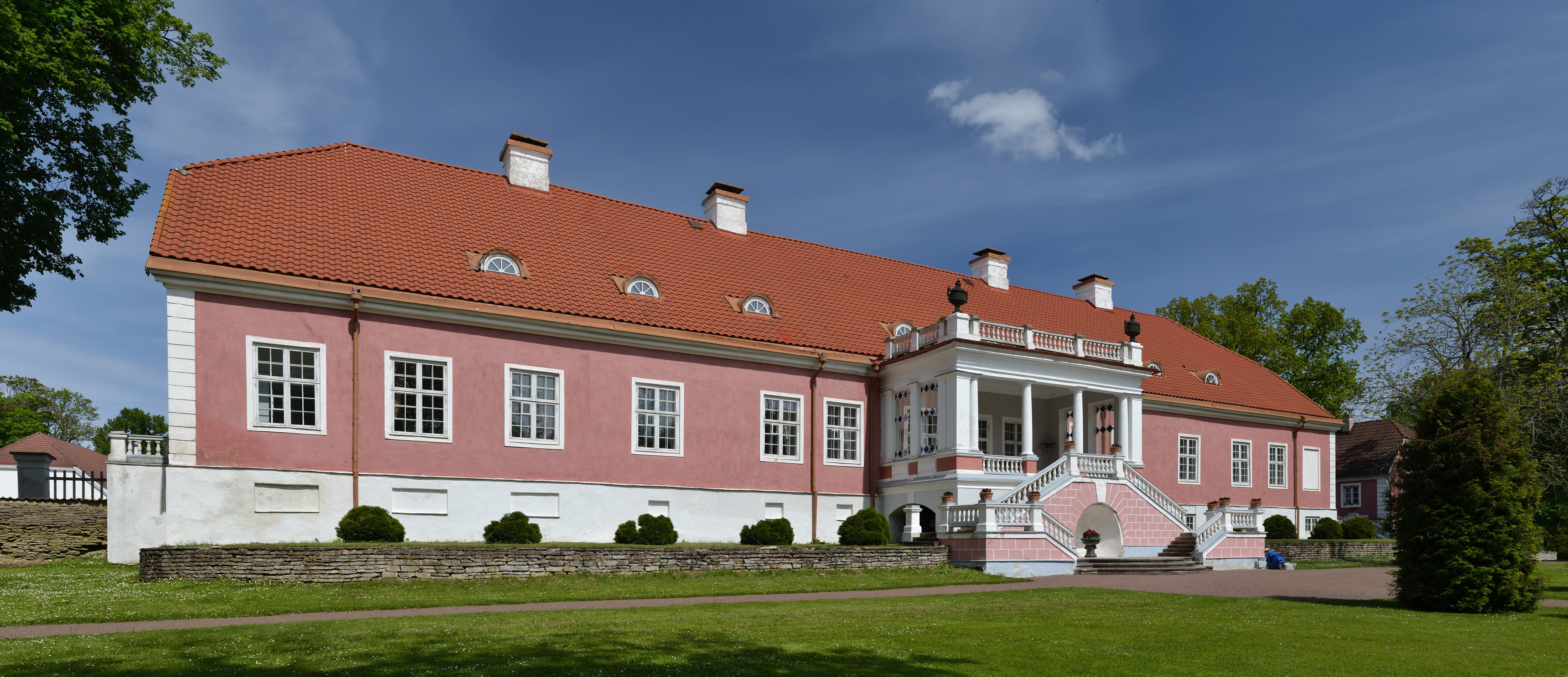
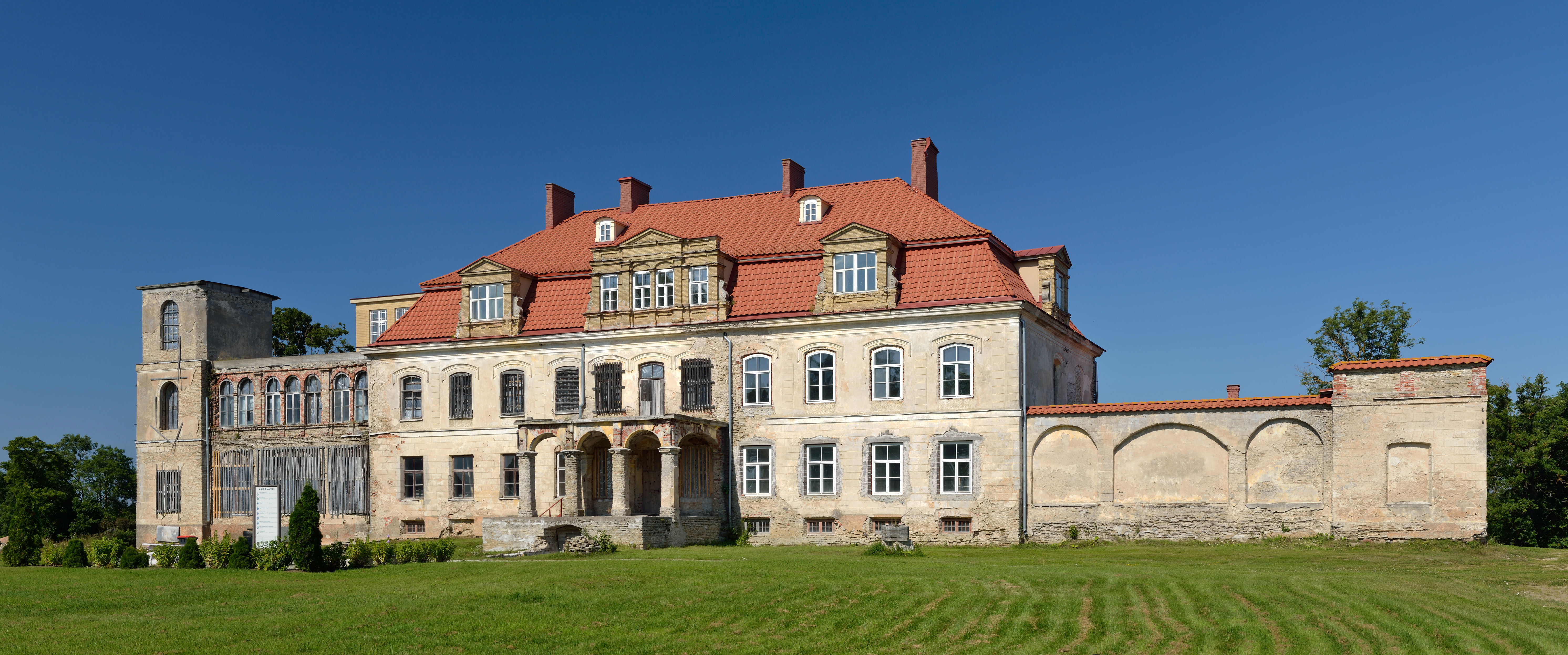
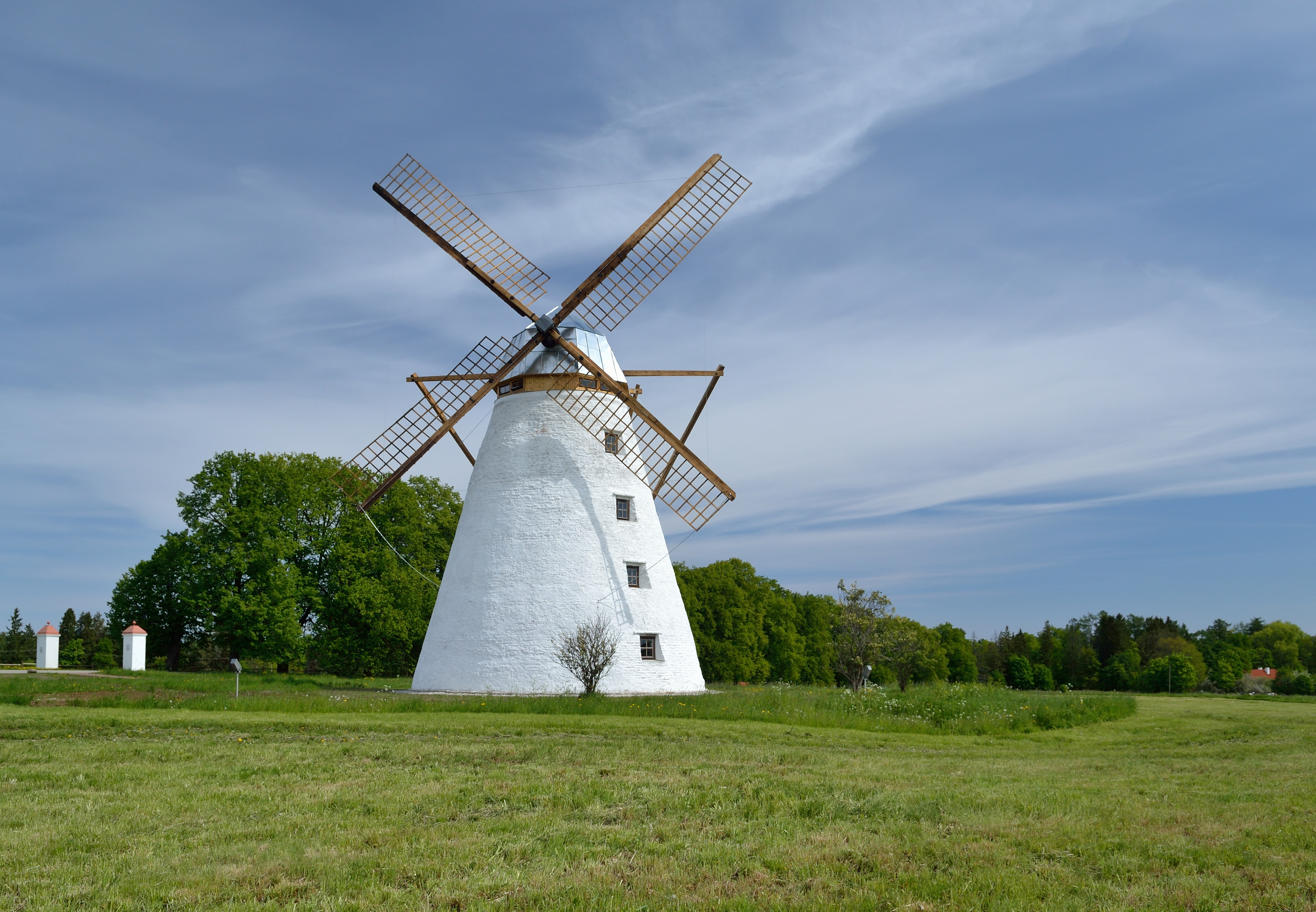
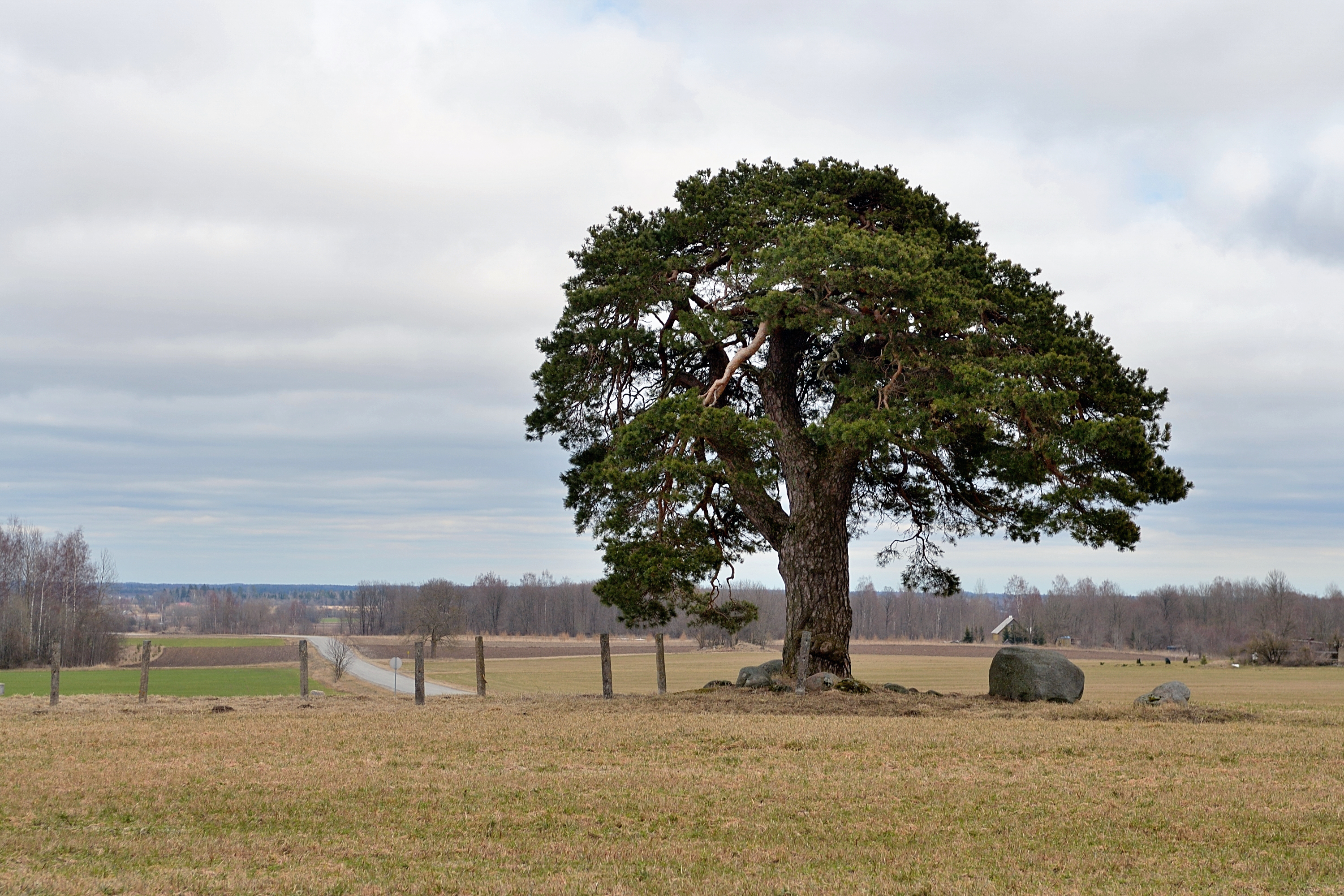
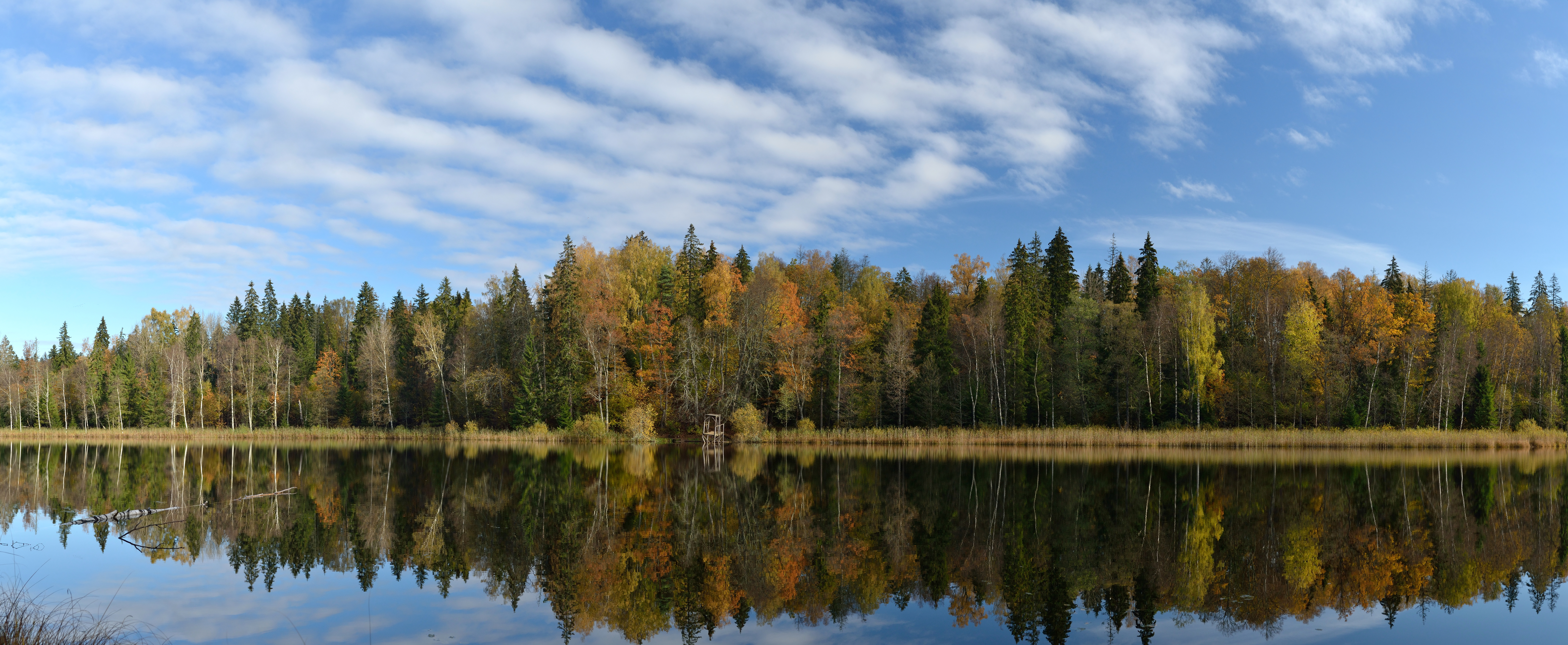

## Powiaty partnerskie
- Dobele
- Kuopio
- Gävleborg
- Jönköping
- Vest-Agder
- Plön
- Konin
- Poniewież